# Ronde van Lombardije 1916
De Ronde van Lombardije 1916 was de 12e editie van deze eendaagse Italiaanse wielerwedstrijd, en werd verreden op zondag 5 november 1916. Het parcours leidde van Milaan naar Milaan en ging over een afstand van 232 kilometer. De titelverdediger Gaetano Belloni kwam als tweede over de streep maar werd gediskwalificeerd. De wedstrijd werd gewonnen door Leopoldo Torricelli.

## Uitslag
| Ronde van Lombardije 1916 |                     |         |           |
| Plaats                    | Naam                | Ploeg   | Tijd      |
| Winnaar                   | Leopoldo Torricelli | Maino   | 8u41'35"  |
| 2                         | Camillo Bertarelli  | Ganna   | + 0' 58"  |
| 3                         | Alfredo Sivocci     | Dei     | + 5' 22"  |
| 4                         | Angelo Vay          |         | + 20' 46" |
| 5                         | Arturo Ferrario     | Stucchi | + 53' 00" |
| 6                         | Costante Costa      | Dei     | z.t.      |
| 7                         | Domenico Schierano  |         | z.t.      |
| 8                         | Clemente Canepari   |         | +1u02'50" |
| 9                         | Telesforo Benaglia  |         | +1u07'25" |
| 10                        | Ruggero Ferrario    |         | +1u09'35" |

1905 · 1906 · 1907 · 1908 · 1909 · 1910 · 1911 · 1912 · 1913 · 1914 · 1915 · 1916 · 1917 · 1918 · 1919 · 1920 · 1921 · 1922 · 1923 · 1924 · 1925 · 1926 · 1927 · 1928 · 1929 · 1930 · 1931 · 1932 · 1933 · 1934 · 1935 · 1936 · 1937 · 1938 · 1939 · 1940 · 1941 · 1942 · 1943 · 1944 · 1945 · 1946 · 1947 · 1948 · 1949 · 1950 · 1951 · 1952 · 1953 · 1954 · 1955 · 1956 · 1957 · 1958 · 1959 · 1960 · 1961 · 1962 · 1963 · 1964 · 1965 · 1966 · 1967 · 1968 · 1969 · 1970 · 1971 · 1972 · 1973 · 1974 · 1975 · 1976 · 1977 · 1978 · 1979 · 1980 · 1981 · 1982 · 1983 · 1984 · 1985 · 1986 · 1987 · 1988 · 1989 · 1990 · 1991 · 1992 · 1993 · 1994 · 1995 · 1996 · 1997 · 1998 · 1999 · 2000 · 2001 · 2002 · 2003 · 2004 · 2005 · 2006 · 2007 · 2008 · 2009 · 2010 · 2011 · 2012 · 2013 · 2014 · 2015 · 2016 · 2017 · 2018 · 2019 · 2020 · 2021 · 2022 · 2023 · 2024 · 2025